# Megan Nicole
Megan Nicole Flores, známá jako Megan Nicole (* 1. září 1993, Katy, Texas, USA) je americká zpěvačka-skladatelka, herečka a modelka, která debutovala na YouTube v roce 2009.

## Mládí
Narodila se v texaském Houstonu. Její rodiče se jmenují Tammy a Frankie Flores a má jednu sestru Maddie Taylor. Vyrůstala v texaském Katy a o hudbu se zajímá od svých deseti let, kdy její otec koupil karaoke. Během střední školy byla také součástí kostelního sboru.

## Kariéra
V roce 2009 Nicole zveřejnila na YouTube své první video. Šlo o cover "Use Somebody" od Kings of Leon. Následovaly několik covery od hudebníků jako Bruno Mars, Katy Perry, Justin Bieber, Miley Cyrus, Taylor Swift, Selena Gomez, Lorde a jiní. Také spolupracuje s jinými YouTuber jako například Tiffany Alvord, Tyler Ward, Dave Days, Conor Maynard a Lindsey Stirling.
V roce 2015 ztvárnila hlavní roli ve filmu Summer Forever